# Villaralto
Villaralto er en by og kommune i det sydlige Spanien i provinsen Córdoba. Den har et indbyggertal på 1.075 (2024) indbyggere.